# Distretto di Mancha Khiri
Il distretto di Mancha Khiri (in thailandese: มัญจาคีรี) è un distretto (amphoe) della Thailandia, situato nella provincia di Khon Kaen.